# Arizara
× Arizara, (abreviado Ariz) en el comercio, es un híbrido intergenérico entre los géneros de orquídeas Cattleya × Domingoa × Epidendrum. Fue publicado en Orchid Rev. 73(868, noh): 1 (1965).